# 今久保幸生
今久保 幸生（いまくぼ さちお、1948年2月22日 - ）は、日本の経済学者。京都大学名誉教授。専門は、経済政策、比較経済政策システム。

## 来歴
鹿児島県薩摩川内市出身。鹿児島県立川内高等学校卒。長崎大学卒業。京都大学大学院経済学研究科博士課程修了。京都大学博士（経済学）。博士論文は「19世紀末ドイツの工場―電機工業の資本蓄積と労資関係」（平成6年）。京都大学大学院経済学研究科教授。所属学会は、社会政策学会、社会経済史学会、経営史学会、政治経済学・経済史学会、ドイツ現代史学会。2012年3月に退職し、京都大学名誉教授。

## 著作

### 単著
- 『19世紀末ドイツの工場』（有斐閣、1995年）

### 共編著
- 渡辺尚、ヘルベルト・ハックス、ヲルフガンク・クレナーとの共編著『孤立と統合―日独戦後史の分岐点』（京都大学学術出版会、2006年）